# Tomohito von Mikasa (Prinzessin)

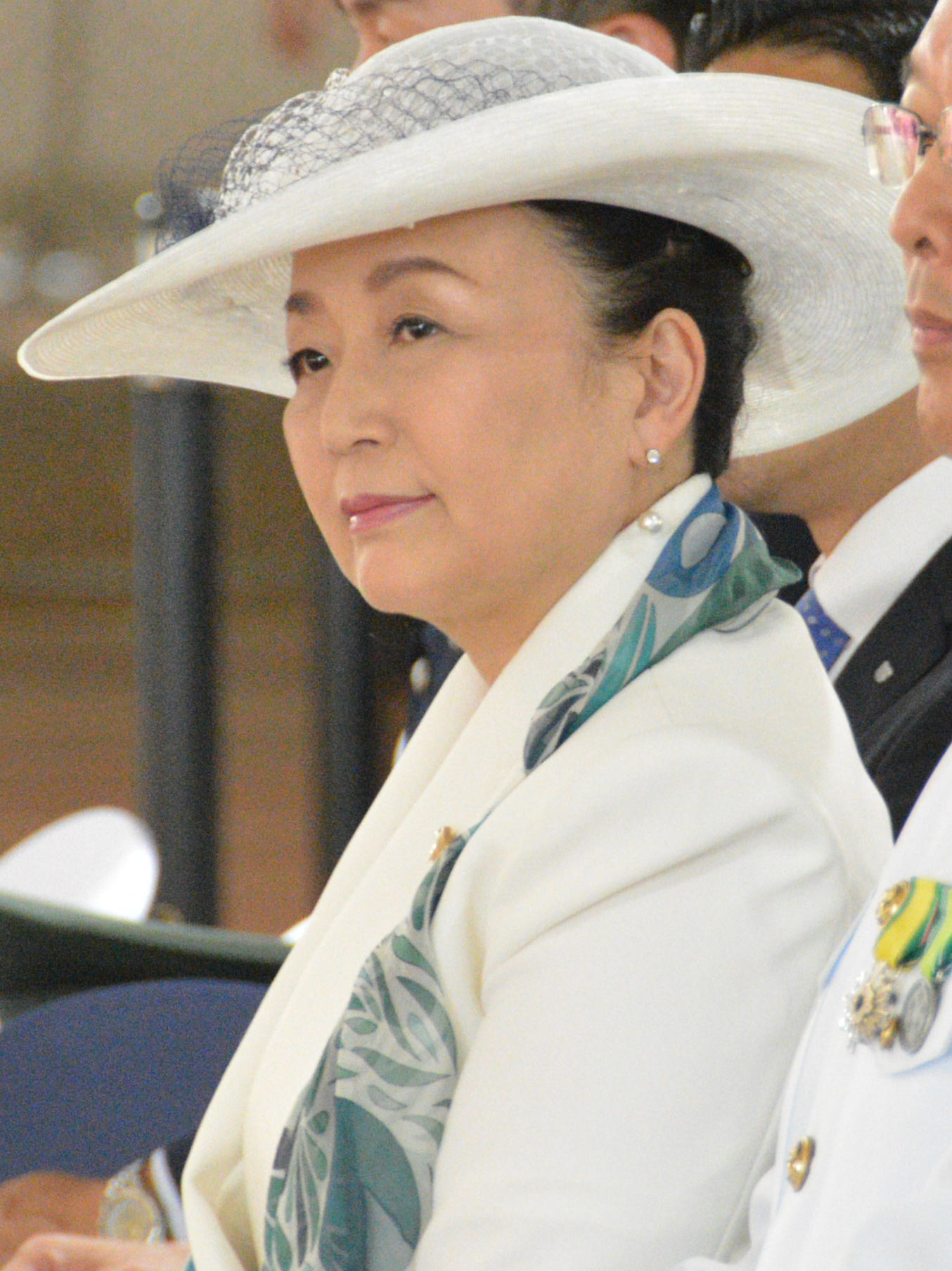
Prinzessin Nobuko (2017)

Prinzessin Nobuko von Mikasa (jap. 寬仁親王妃信子, Tomohito-shinnōhi Nobuko; * 9. April 1955 als Nobuko Asō (麻生 信子, Asō Nobuko)) ist die Witwe des Prinzen Tomohito von Mikasa, eines Cousins des japanischen Kaisers Akihito.

## Leben
Sie ist die dritte Tochter des verstorbenen Takakichi Asō. Ihr Vater war Vorsitzender der Aso Cement, ihre Mutter Kazuko Asō war die Tochter des ehemaligen Premierministers Shigeru Yoshida. Sie ist die Schwester des Politikers und ehemaligen Premierministers Tarō Asō. Prinzessin Nobuko studierte in England auf dem Rosslyn House College, wo sie 1973 ihr Studium erfolgreich abschloss.
Sie lernte Prinz Tomohito während ihrer Zeit in England kennen und heiratete ihn im November 1980. Sie ist ehrenamtlich bei verschiedenen Wohlfahrtsorganisationen tätig und hat Positionen als Präsidentin und Vizepräsidentin inne. Sie ist Präsidentin der japanischen medizinischen Universität Tokyo Jikeikai, Ehrenpräsidentin der Japanischen Rosengesellschaft sowie Ehrenvizepräsidentin des japanischen Roten Kreuzes. Des Weiteren begleitete sie ihren Ehemann auf ausländischen Reisen sowie bei diversen offiziellen Anlässen. Dabei stand die Unterstützung des Gesundheitswesens im Vordergrund.
Sie ist Mutter von zwei Töchtern: 
- Prinzessin Akiko von Mikasa (* 20. Dezember 1981)
- Prinzessin Yōko von Mikasa (* 25. Oktober 1983)